# Dištica
Dištica (u nekim izvorima pogrešno Dišica) je naseljeno mjesto u općini Zavidovići, Federacija Bosne i Hercegovine, BiH.

## Stanovništvo

### 1991.
Nacionalni sastav stanovništva 1991. godine, bio je sljedeći:
ukupno: 208
- Hrvati - 141
- Muslimani - 4
- Srbi - 3
- Jugoslaveni - 31
- ostali, neopredijeljeni i nepoznato - 29

### 2013.
Nacionalni sastav stanovništva 2013. godine, bio je sljedeći:
ukupno: 68
- Hrvati - 61
- Bošnjaci - 4
- Srbi - 1
- ostali, neopredijeljeni i nepoznato - 2

## Religija
Mjesto pripada župi Jelaške. U zaselku Ivankovići se nalazi filijalna crkva.